# 並木通り (広島市)

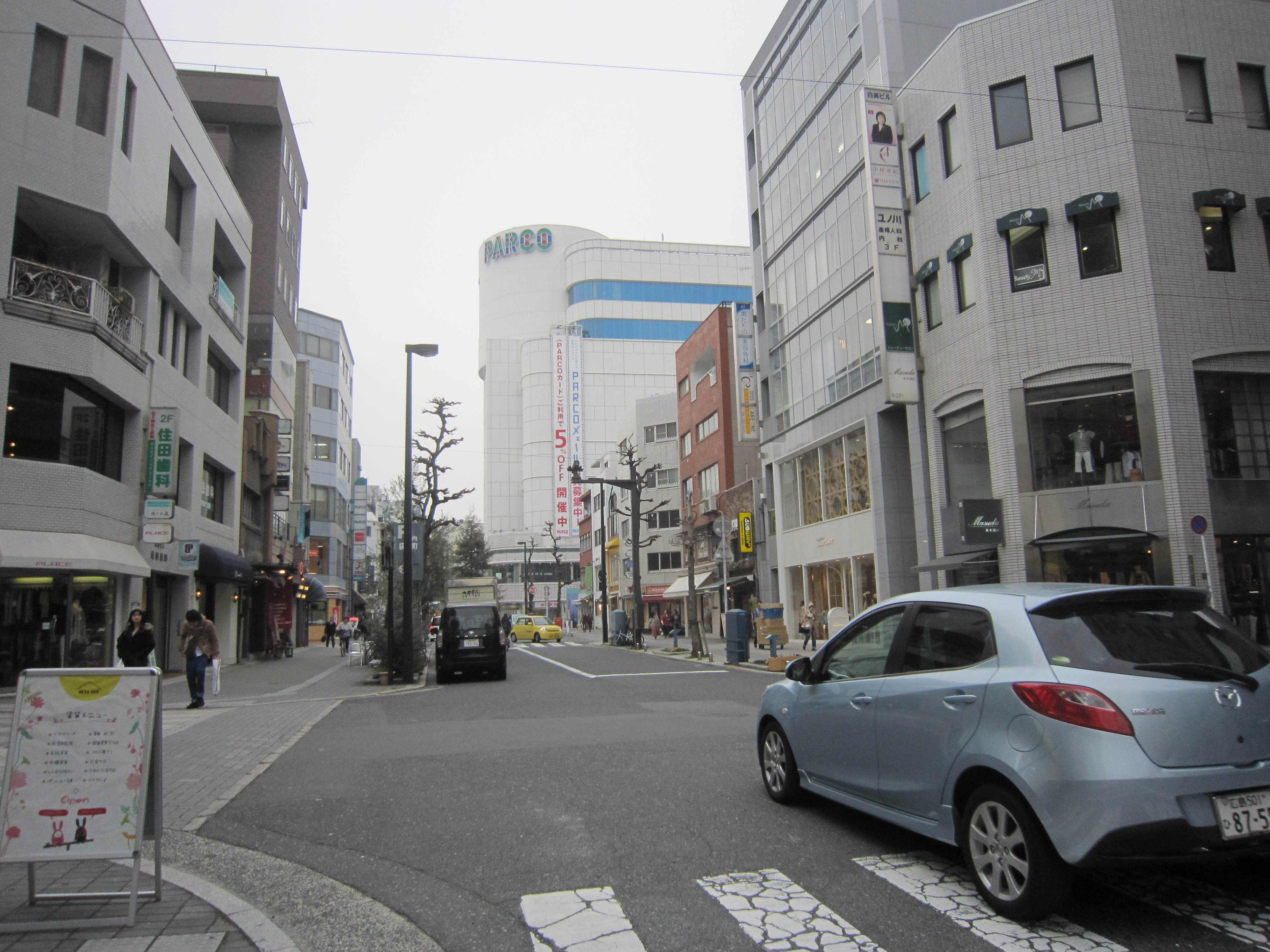
並木通り。奥に見える建物は、広島PARCO本館。

並木通り（なみきどおり）は、広島県広島市中区新天地・三川町・袋町にある通りの名称である。通称は「並木」で、アパレル店・カフェなどが多く並んでおり、若者を中心ににぎわっている。

## 概要
- 広島パルコ南側、アリスガーデン前のロータリーから、平和大通りとの交差点までの南北の全長340メートルの通り。平和大通り以南から駅前通りとの交差点までの通りは地蔵通りと呼ぶ。
- 広島市の中心部に位置し、紙屋町・八丁堀や流川、薬研堀も徒歩圏内。
- 本通商店街や広島金座街商店街、袋町裏通りと隣接し繁華街を形成している。
- 別名は「新川場通り（しんせんばどおり）」であるが、現在この呼称はほとんど使われていない。この名残から、平和大通りと接続している交差点名は現在も「新川場通り南口」となっている。
- 毎年、年末にイルミネーションであるひろしまドリミネーションが行われている。
- 道路の正式名称は広島市道 中1区180号線（ひろしましどう なか1く180ごうせん）である。

## 歴史

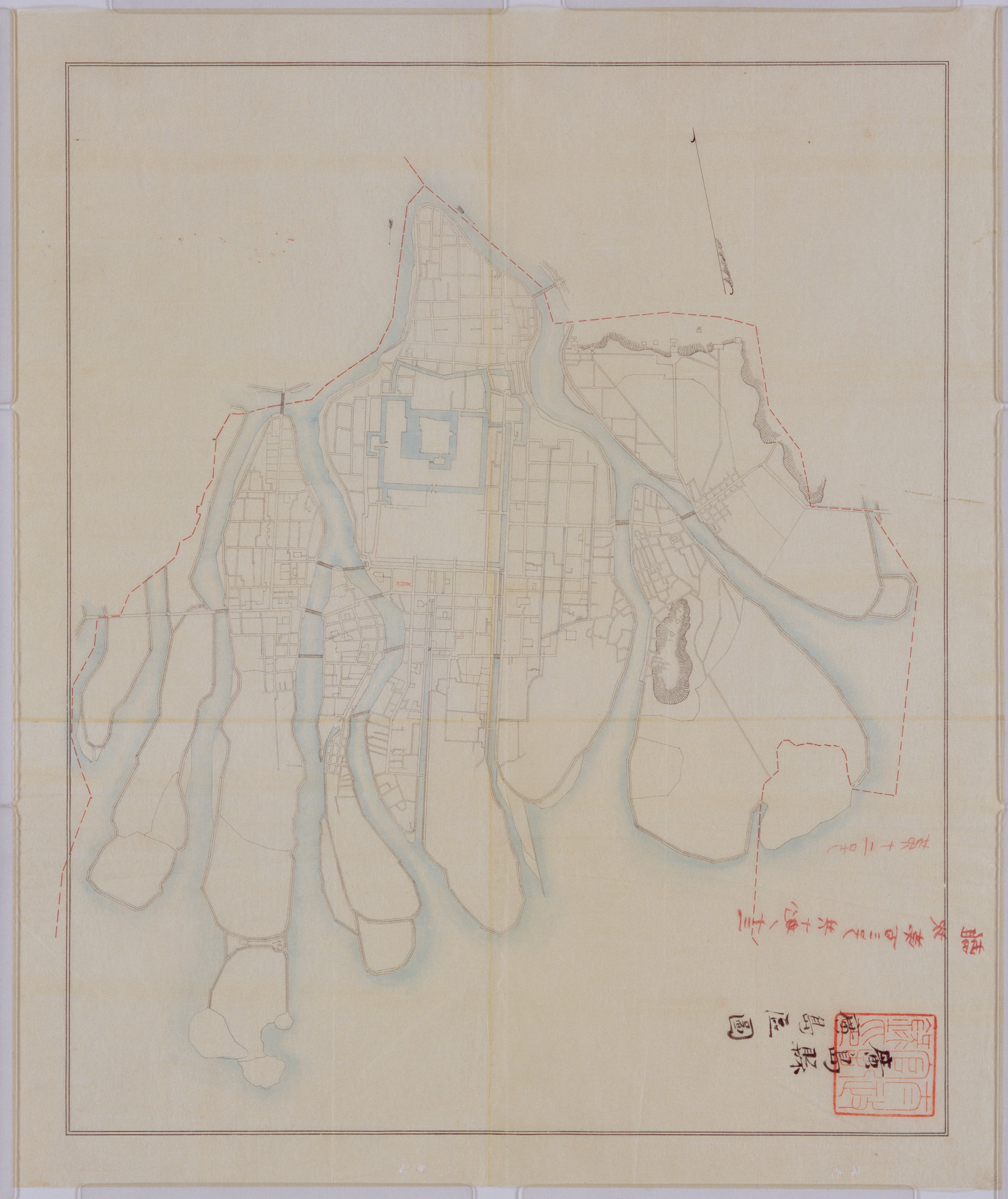
1880年の広島市。広島城の東側外堀からまっすぐ南へ伸びる川が平田屋川。なおこの東側外堀が"八丁堀"の名の由来となった。

- 並木通りの起源は広島城築城の際に資材運搬のため掘削された、「平田屋川」である。並木通り・地蔵通り - 御幸橋付近までの流れる運河であった。
- 現在の並木通り付近は船着場であったことから「新船場（しんせんば）」と言われるようになる。
- 1956年 - 「平田屋川」は埋め立てられ、「新船場（しんせんば）」から「新川場通り（しんせんばどおり）」といわれるようになる。
- 1976年 - 通りの愛称が「並木通り」になる。これは戦後サワグルミの木が植えられたことに由来する。
- 1979年7月 - 「広島市新川場商店街振興組合」が設立。
- かつては旅館が多い裏通りのような雰囲気であったが、次第にアパレル店などが多くなり、また当時のDCブランドブームも後押しして、旅館街からおしゃれな通りへと変わっていった。
- 1987年12月 - 並木通りの電線が電線類地中化によって、電柱が消え、彫刻やモニュメントなどが設置されるなど、現在の形に整備された。
- 1989年 - 手づくり郷土賞平成元年度（いこいとふれあいの道）受賞
- 1992年 - 「広島市新川場商店街振興組合」が「並木通り商店街振興組合」に改称する。
- 1994年4月 - 広島市の再開発事業により、旧キリンビヤホール跡地に広島PARCO（本館）がオープンする。
- 2005年 - 国土交通省手づくり郷土賞平成17年度 大賞受賞。
- 2010年3月21日 - 並木通り周辺で歩行者天国である「まちなかホコテン」が開催される。
- 2011年3月12日 - 2回目の歩行者天国である「まちなかホコテン2011」が開催される。

## 地理

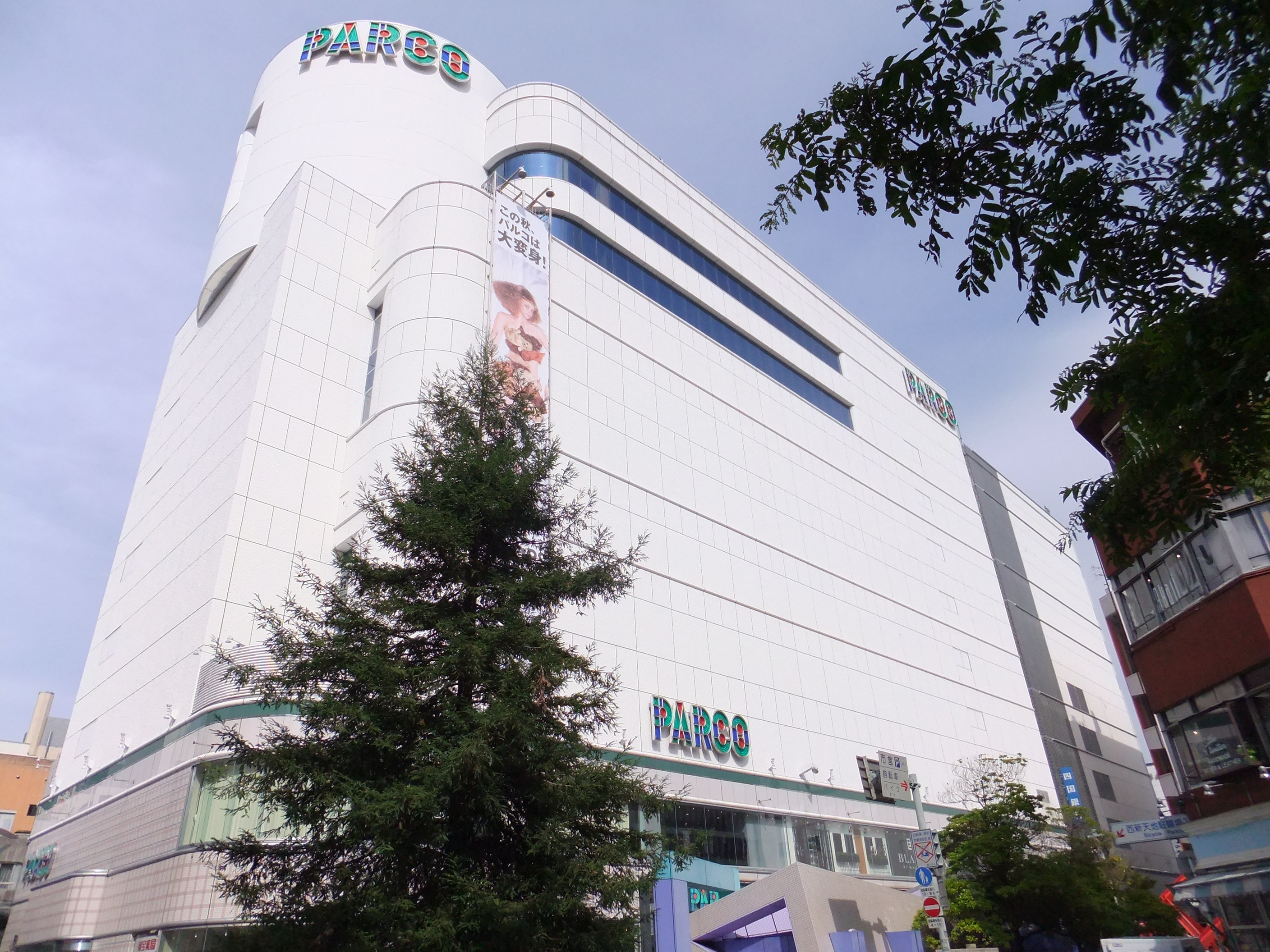
広島PARCO本館
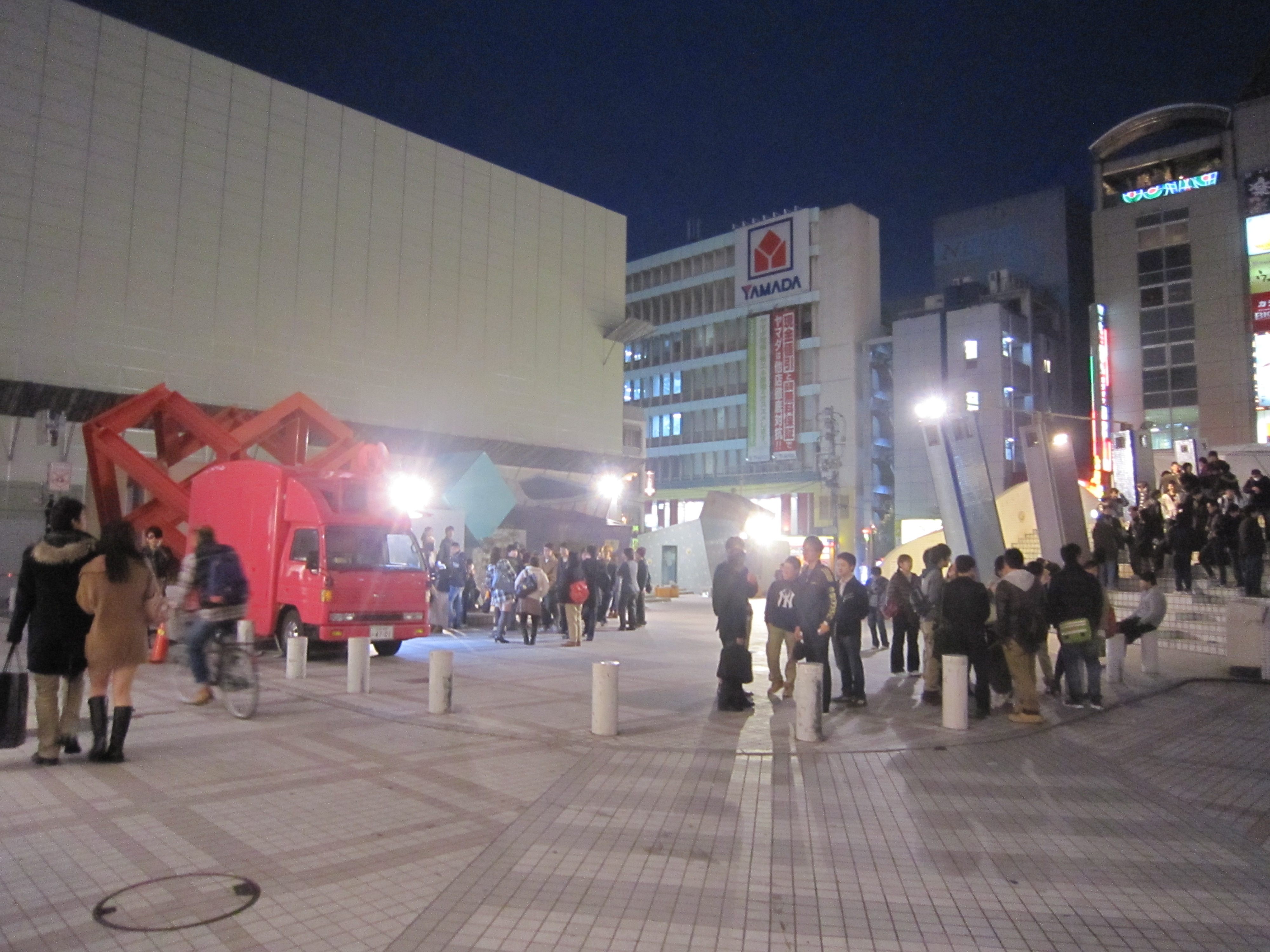
アリスガーデン。左から解体工事中の旧広島宝塚会館、改装工事中の旧ヤマダ電機、お好み村。
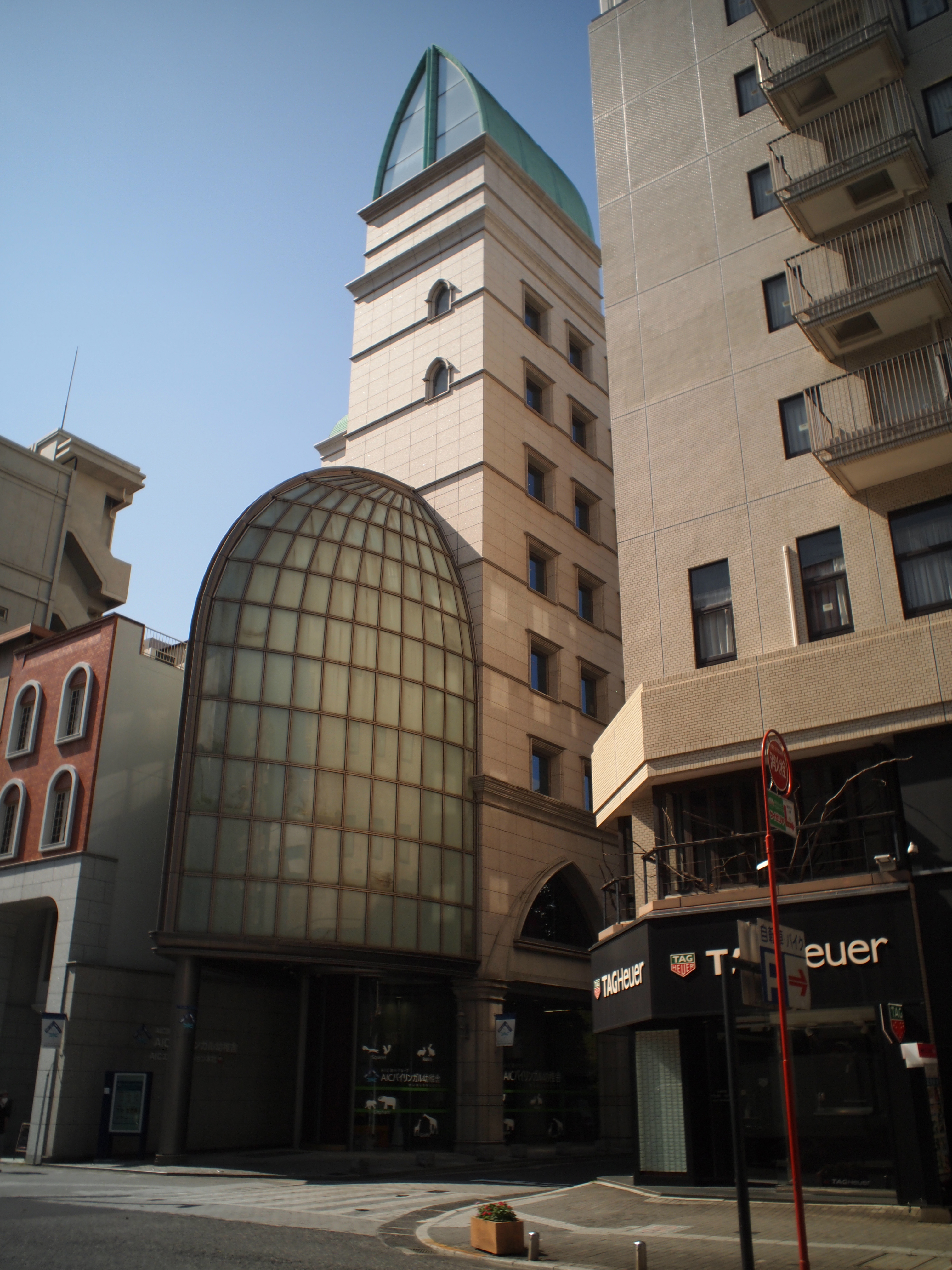
鴎州コーポレーション本社
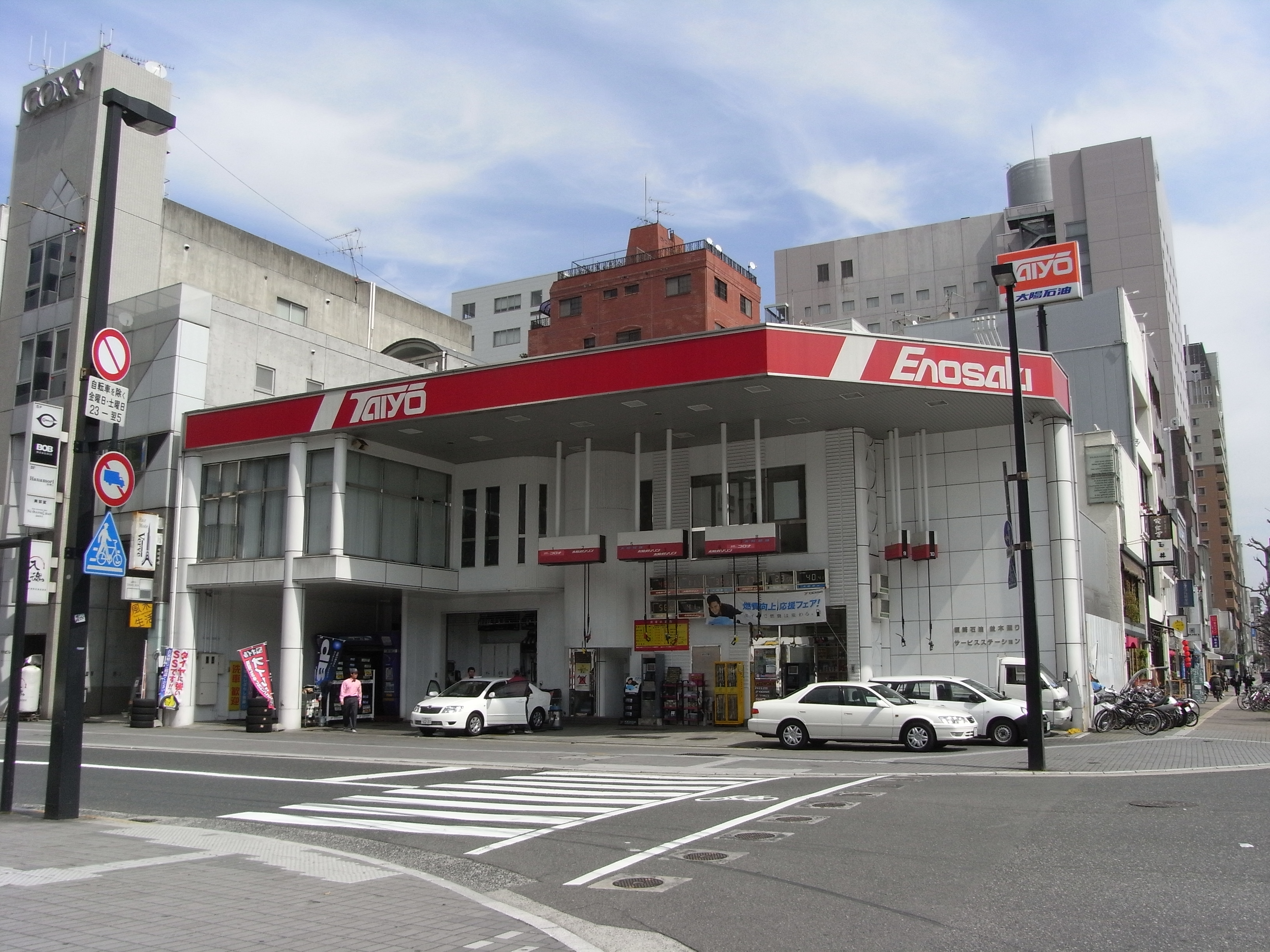
旧TAIYOブランドガソリンスタンド。現在は新しいロゴに付け替えられている。

### 沿線
- アリスガーデン - 並木通りに隣接するイベント広場。待ち合わせ場所としても親しまれている。
- 広島パルコ - 旧キリンビヤホール
- 鴎州コーポレーション本社

### 交通機関
並木通りの南端である並木通り入口交差点周辺の平和大通り沿いに「並木通り入口」バス停があり、広電バス・広島バス・中国JRバス が停車する。並木通り北端のロータリーから北方向に八丁堀電停（八丁堀バス停）があり、並木通りから東方向には新天地バス停、並木通りから西方向にはアストラムライン 本通駅（本通電停）・袋町電停がある。
並木通り入口 バス停（東行き 広島駅方面）
- 101 エキまちループ 左回り（広電バス・広島バス） 田中町・広島駅南口方面
- ひろしま観光ループバス「ひろしま めいぷる〜ぷ」レモンルート・グリーンルート（中国JRバス） 広島駅新幹線口方面

並木通り入口 バス停（西行き 本通り方面）
- 102 エキまちループ 右回り（広電バス・広島バス） 紙屋町方面
- 103 エキまちループ（広電バス・広島バス） 市役所前行き 平日朝のみ

エキまちループは1時間あたり左回り・右回り各5-6本運行されている。